# Championnats des Philippines de cyclisme sur route
Les championnats des Philippines de cyclisme sur route sont organisés tous les ans.

## Podiums des championnats masculins

### Course en ligne
| Année     | Vainqueur          | Deuxième       | Troisième          |
| --------- | ------------------ | -------------- | ------------------ |
| 2010      | Eusebio Quiñones   | Dante Cagas    | Warren Davadilla   |
| 2013      | Rustom Lim         | Ronald Oranza  | Denver Casayuran   |
| 2015      | Jhon Mark Camingao | Mark Galedo    | Marcelo Felipe     |
| 2018      | Jan Paul Morales   | Ronald Oranza  | Marcelo Felipe     |
| 2019      | Marcelo Felipe     | Ronald Oranza  | Mark Galedo        |
| 2020-2021 | Pas organisé       | Pas organisé   | Pas organisé       |
| 2022      | Jonel Carcueva     | Marcelo Felipe | Jhon Mark Camingao |
| 2023      | Jonel Carcueva     | Jericho Lucero | Jaypee Olarte      |
| 2024      | Jonel Carcueva     | Jericho Lucero | Ronald Lomotos     |
| 2025      | Marcelo Felipe     | Jericho Lucero | Jeremy Lizardo     |

Multi-titrés
- 3 : Jonel Carcueva
- 2 : Marcelo Felipe

### Contre-la-montre
| Année     | Vainqueur            | Deuxième             | Troisième          |
| --------- | -------------------- | -------------------- | ------------------ |
| 2010      | Merculio Ramos       | Lloyd Reynante       | Tomas Martinez     |
| 2013      | Ronald Oranza        | Rustom Lim           | Baler Ravina       |
| 2015      | Ronald Oranza        | Mark Galedo          | Marcelo Felipe     |
| 2018      | Mark Galedo          | George Oconer        | Rustom Lim         |
| 2019      | Mark Galedo          | Jonel Carcueva       | Marcelo Felipe     |
| 2020-2021 | Pas organisé         | Pas organisé         | Pas organisé       |
| 2022      | Mark Galedo          | Ronald Oranza        | Jhon Mark Camingao |
| 2023      | Rustom Lim           | Gilbert Valdez       | Jhonrey Buccat     |
| 2024      | Nichol Blanca Pareja | Joshua Pascual       | Alexis Pagara      |
| 2025      | Nash Lim             | Nichol Blanca Pareja | Jhon Mark Camingao |

Multi-titrés
- 3 : Mark Galedo
- 2 : Ronald Oranza

### Critérium
| Année | Vainqueur        | Deuxième       | Troisième          |
| ----- | ---------------- | -------------- | ------------------ |
| 2018  | Jan Paul Morales | George Oconer  | Dominic Perez      |
| 2022  | Jonel Carcueva   | Marcelo Felipe | Jhon Mark Camingao |
| 2024  | Jan Paul Morales | Junrey Navarra | Ronald Oranza      |
| 2025  | Joseph Javiniar  | Junrey Navarra | Jeremy Lizardo     |

### Course en ligne espoirs
| Année     | Vainqueur              | Deuxième             | Troisième           |
| --------- | ---------------------- | -------------------- | ------------------- |
| 2015      | Jhon Mark Camingao     | Rustom Lim           | El Joshua Cariño    |
| 2018      | Ismael Grospe          | Daniel Ven Cariño    | Ronillan Quita      |
| 2019      | Ismael Grospe          | Nichol Blanca Pareja | Daniel Ven Cariño   |
| 2020-2021 | Pas organisé           | Pas organisé         | Pas organisé        |
| 2022      | Nichol Blanca Pareja   | Rench Bondoc         | Edson Corbadora     |
| 2023      | Joshua Pascual         | Emmanuel Montemayor  | Rench Bondoc        |
| 2024      | Jude Gabriel Francisco | Ruzel Agapito        | Dave Eeron Cangayao |
| 2025      | Rush Camingao          | Arking Roque         | Steven Tablizo      |

Multi-titrés
- 2 : Ismael Grospe

### Contre-la-montre espoirs
| Année     | Vainqueur            | Deuxième               | Troisième          |
| --------- | -------------------- | ---------------------- | ------------------ |
| 2015      | Jhon Mark Camingao   | El Joshua Cariño       | Rustom Lim         |
| 2018      | Jay Lampawog         | Warren Bordeos         | Ronillan Quita     |
| 2019      | Nichol Blanca Pareja | Ismael Grospe          | Daniel Ven Cariño  |
| 2020-2021 | Pas organisé         | Pas organisé           | Pas organisé       |
| 2022      | Nichol Blanca Pareja | Marc Ryan Lago         | Arvin Duanne Digap |
| 2023      | Joshua Pascual       | Landerson Nebres       | Julius Tudtud      |
| 2024      | Julius Tudtud        | Haven Khayuel Reynante | Benedict Soriano   |
| 2025      | Anselmo Lazatin      | Riener Lim             | Lance Quirimit     |

Multi-titrés
- 2 : Nichol Blanca Pareja

### Critérium espoirs
| Année | Vainqueur      | Deuxième       | Troisième      |
| ----- | -------------- | -------------- | -------------- |
| 2018  | Aidan Mendoza  | Ronillan Quita | Tomas Mojares  |
| 2023  | Steven Tablizo |                |                |
| 2024  | Steven Tablizo | Andrei Deudor  | Jude Francisco |
| 2025  | Bong Lauron    | Mark Lobiano   | Steven Tablizo |

Multi-titrés
- 2 : Steven Tablizo

### Course en ligne juniors
| Année | Vainqueur            | Deuxième           | Troisième            |
| ----- | -------------------- | ------------------ | -------------------- |
| 2015  | Jay Lampawog         | Mervin Corpuz      | Rex Luis Krog        |
| 2022  | King Vincent Mercado | Khalil Sanchez     | Kien Ebojo           |
| 2023  | John Velasco         | Jexxel Ehd Azur    | Mark Mamaradlo       |
| 2024  | Mark Baruelo         | Carl Ivhan Alagano | Charles Olsen Ferrer |
| 2025  | Mark Arvin Armendez  | Carl Ivan Alagano  | Ruben Dela Cruz      |

### Contre-la-montre juniors
| Année     | Vainqueur         | Deuxième                 | Troisième                |
| --------- | ----------------- | ------------------------ | ------------------------ |
| 2015      | Jay Lampawog      | Daniel Ven Cariño        | Rex Luis Krogg           |
| 2019      | Macryan Lago      | John Patrick Pagtalunan  | Efren Reyes              |
| 2020-2021 | Pas organisé      | Pas organisé             | Pas organisé             |
| 2022      | Lance Lumanlan    | Zack Reyes               | Arking Roque             |
| 2023      | Andrei Domingo    | Arckem Prince Angel Asas | Ruzel Agapito            |
| 2024      | Samstill Mamites  | Reymark Butiong          | Arckem Prince Angel Asas |
| 2025      | Darius Villasenor | Nathaniel Aquino         | Sean Gatchalian          |

### Critérium juniors
| Année | Vainqueur        | Deuxième          | Troisième               |
| ----- | ---------------- | ----------------- | ----------------------- |
| 2022  | Khalil Sanchez   |                   |                         |
| 2023  | Khalil Pepito    |                   |                         |
| 2024  | Marvin Mandac    | Justhene Navaluna | Alvin Hipolito          |
| 2025  | Nathaniel Aquino | Marvin Mandac     | Frince Collin Pedragosa |

## Podiums des championnats féminins

### Course en ligne
| Année | Vainqueur       | Deuxième              | Troisième           |
| ----- | --------------- | --------------------- | ------------------- |
| 2015  | Jermyn Prado    |                       |                     |
| 2018  | Jermyn Prado    | Chang Ting Ting       | Ariane Dormitorio   |
| 2019  | Marella Salamat | Jermyn Prado          | Melissa Jane Jaroda |
| 2022  | Jermyn Prado    | Avegail Rombaon       | Mhay Ann Linda      |
| 2023  | Jermyn Prado    | Maura Delos           | Shagne Paola Yaoyao |
| 2024  | Mathilda Krog   | Wenizah Claire Vinoya | Raven Joy Valdez    |

Multi-titrées
- 4 : Jermyn Prado

### Contre-la-montre
| Année | Vainqueur    | Deuxième               | Troisième           |
| ----- | ------------ | ---------------------- | ------------------- |
| 2015  | Jermyn Prado |                        |                     |
| 2018  | Jermyn Prado |                        |                     |
| 2019  | Jermyn Prado | Marella Salamat        | Mathilda Krog       |
| 2022  | Jermyn Prado | Marianne Grace Dacumos | Avegail Rombaon     |
| 2023  | Jermyn Prado | Maura Delos            | Shagne Paola Yaoyao |
| 2024  | Jermyn Prado | Phoebe Salazar         | Shagne Paola Yaoyao |

Multi-titrées
- 6 : Jermyn Prado